# Gele kustspanner
De gele kustspanner (Aspitates ochrearia) is een nachtvlinder uit de familie van de spanners (Geometridae). De wetenschappelijke naam is voor het eerst geldig gepubliceerd door Pietro Rossi in 1794 als Phalaena ochrearia.

## Kenmerken
De voorvleugellengte bedraagt tussen de 12 en 16 mm. De basiskleur van de voorvleugel is geel, het vrouwtje is minder geel dan het mannetje. De tekening van de voorvleugel bestaat uit een middenstip en twee bruine dwarslijnen. De achtervleugel is lichter gekleurd. Het mannetje heeft geveerde antennes.

## Levenscyclus
De gele kustspanner gebruikt kruidachtige planten als waardplanten, met name hertshoornweegbree. De rups is te vinden van september tot juli en overwintert. Er zijn jaarlijks een of twee generaties die vliegen van eind april tot in augustus.

## Voorkomen
De soort komt voor langs de kusten van Noord-Afrika en Europa tot Centraal-Azië, soms ook landinwaarts. tot het gebied van de Amoer voor. De gele kustspanner is in Nederland een zeldzame soort, die in het zuidwesten vrij algemeen is. In België is het een zeer zeldzame soort. 